# Andrej Tupoljev
Andrej Nikolajevič Tupoljev (rus. Андрей Николаевич Туполев) (Pustomazovo, 10. studenog 1888. — Moskva, 23. prosinca 1972.) - ruski konstruktor zrakoplova i general, koji je tijekom svog radnog vijeka konstruirao više od 100 tipova zrakoplova. Posebno je poznat po bombarderima i putničkim zrakoplovima. Uspješan je projektant zrakoplova, u svjetskim razmjerama. Osnovao je OKB 156 Tupoljev (Opitni Konstrukcioni Biro - Tupoljev) 1922. godine, prvo poduzeće za projektiranje i proizvodnju zrakoplova u Sovjetskom Savezu.

## Životopis
A. N. Tupoljev rođen je 10. studenog 1888. godine u selu Pustomazovo, Tverska gubernija u obitelji notara. Završio je srednju školu u gradu Tveru, a 1908. upisao se u Viši tehničku školu u Moskvi u kojoj je predavao čuveni ruski znanstvenik Nikolaj Žukovski. U školi je Tupoljev intenzivno radio u odjelu za zrakoplovstvo i vrlo brzo postao jedan od najboljih učenika Žukovskog. Kada je 1918. godine diplomirao, Tupoljev je zajedno sa Žukovskim osnovao Centralni aero hidrodinamički institut CAGI (rus. Центральный аэро гидродинамический институт) koji je postao najveći centar za razvoj zrakoplovne znanosti u svijetu.

## Državne nagrade
- trostruki heroj socijalističkog rada 1945., 1957. i 1972. godine,
- četvorostruki dobitnik Staljinove nagrade 1943., 1948., 1949., i 1952. godine,
- dobitnik Lenjinove nagrade 1957. godine,
- dobitnik Državne nagrade SSSR-a 1972. godine,
- dobitnik nagrade Žukovski SSSR-a 1958. godine,
- dobitnik nagrade Leonardo da Vinci 1971. godine.

## Odlikovanja
- osmostruki nositelj ordena Lenjina 1933., 1945., 1947., 2x 1949., 1953., 1958., i 1968. godine,
- orden Oktobarske revolucije 1971. godine,
- dvostruki nositelj ordena Crvene zastave za rad 1927. i 1933. godine,
- orden Crvene zvijezde 1933. godine,
- orden Suvorova II stupnja 1944. godine,
- orden Domovinskog rata prvog stupnja,
- orden Georgi Dimitrova (Bugarska 1964).

## Medalje
- Značka časti (1936.),
- Zlatna medalja FAI za zrakoplovstvo,
- Zlatna medalja Osnivača zrakoplovstva Francuska (1971.)

## Priznanja
- Akademik Akademije znanosti SSSR-a,
- Deputat Vrhovnog Sovjeta SSSR-a,
- General-pukovnik Tehničke službe-inženjerstvo,
- Počasni građanin Pariza (1964.), New Yorka (1968.) i grada Žukovskog, Moskovska oblast (1968.),
- Počasni član Kraljevskog zrakoplovnog društva V. Britanije (1970.),
- Počasni član Američkog instituta za aeronautiku i astronautiku (1971.),
- Fakultet za zrakoplovstvo u Kazanu od 1973. godine nosi ime Tupoljeva,
- Podignut mu je spomenik (bista) u gradu Krimu,
- Po njemu su dobile naziv ulice u gradovima Donjecku, Kijevu, Pragu i Omsku.